# Muhai Tang
Pour les articles homonymes, voir Tang.
Muhai Tang (en chinois simplifié : 汤沐海 ; chinois traditionnel : 湯沐海 ; pinyin : Tāng Mùhǎi), né le 10 juillet 1949 à Shanghai (Chine), est un chef d'orchestre chinois.

## Biographie
Muhai Tang est le plus jeune fils du réalisateur Xiaodan Tang et le frère du peintre et poète Muli Tang.
Tang a d'abord appris la musique avec ses parents, puis a étudié la composition et la direction d'orchestre au Conservatoire de musique de Shanghai, obtenant son diplôme dans les deux branches. Il a poursuivi ses études de direction d'orchestre avec Hermann Michael (de) à la Hochschule für Musik de Munich, en Allemagne.
Sa carrière internationale a commencé quand Herbert von Karajan l'a invité à diriger l'Orchestre philharmonique de Berlin pendant la saison 1983-1984. Cette invitation a ensuite été renouvelée. Il a été chef d'orchestre principal de l'Orchestre Gulbenkian de Lisbonne de 1988 à 2001. De 1991 à 1995, il est le chef principal de la DePhilharmonie (Orchestre philharmonique royal de Flandre). Il a fait ses débuts aux États-Unis avec le San Francisco Symphony Orchestra en 1988.
De 2003 à 2006, Tang est chef d'orchestre en chef de l'Opéra national de Finlande. De 2006 à 2011, Tang et le directeur artistique et chef principal du Zürcher Kammerorchester (Zurich Chamber Orchestra), puis chef principal invité en 2011. De 2010 à 2015, il est chef principal de l'Orchestre philharmonique de Belgrade.